# Saugwürmer
Die Saugwürmer (Trematoda) bilden eine Klasse parasitär lebender Plattwürmer (Plathelminthes). Die Klasse umfasst etwa 6000 Arten. Die Körperform ist meist blattförmig, manchmal aber auch walzenförmig. Auf der Bauchseite befinden sich Haftorgane (Saugnäpfe). Der Darm ist in der Regel gabelig gespalten und blind geschlossen. Ein Beispiel ist der Lungenwurm.

## Merkmale
Saugwürmer sind zwischen 0,2 und 165 Millimeter lang. Die Körperform ist meist flach und lang bis gedrungen. Lediglich die Pärchenegel oder Adernegel besitzen einen fast runden Querschnitt. Saugwürmer haben einen blind endenden Verdauungstrakt und spezialisierte Sinnesorgane. Der Mund der Saugwürmer sitzt am vorderen unteren Körperende und ist mit einem Mundsaugnapf versehen. Zusätzlich existiert ein Bauchsaugnapf. Der Großteil der Saugwürmer heftet sich mit Hilfe der muskulären Saugnäpfe (auch als Haftscheiben bezeichnet) an die artspezifische Ansitzstelle im Wirtsorganismus an. Die meisten Arten sind Zwitter: Jedes Tier hat männliche und weibliche Geschlechtsorgane, d. h., sie sind hermaphroditisch und können sich sowohl gegenseitig als auch selbst befruchten (letzteres nur, wenn kein Geschlechtspartner zur Verfügung steht).
Die Mehrzahl der Arten ist durch zwei kurzzeitig freilebende Larvenstadien gekennzeichnet. Besonders die erste freilebende Larve, das mit einem Haarkleid versehene Miracidium, verweist auf die ursprünglicheren Verwandten unter den Plattwürmern, die freilebenden Turbellarien. Der Name leitet sich von τρηματώδης ab -eine Öffnung habend für einen Kanal zu den Eingeweiden (von gr. τρημα Loch, Öffnung, Lücke).

## Lebenszyklus
Bei den Saugwürmern handelt es sich durchgehend um Endoparasiten mit äußerst komplexen Lebenszyklen: Die Tiere benötigen grundsätzlich mehrere Wirtstierarten, um ihren Lebenszyklus vollständig durchlaufen zu können. Die Eier werden vom Wirt mit dem Kot (selten mit dem Harn) ausgeschieden. Geraten sie ins Wasser, schlüpfen aus ihren Flimmerlarven, die sogenannten Miracidien. Jedes Miracidium schwimmt so lange im Wasser umher, bis seine geringen Energiereserven aufgebraucht sind oder bis es mit etwas Glück auf eine für die weitere Entwicklung geeignete Schnecke trifft. Das Miracidium bohrt sich daraufhin in ein artspezifisch festgelegtes Gewebe der Schnecke ein und wandelt sich durch Metamorphose zum Brutschlauch (Sporozyste). In diesem entstehen durch Knospung Tochtersporozysten oder Stablarven (Redien), welche in die Mitteldarmdrüse der Schnecke einwandern. Die Stablarven bringen weitere Stablarven hervor, die dann neue Larvenformen produzieren, sogenannte Schwanzlarven (Cercarien). Wenn die Entwicklung über Tochtersporozysten läuft, produzieren diese ohne weitere Vermehrung Cercarien. Die Cercarien verlassen die Schnecke und dringen in einen zweiten Zwischenwirt ein oder werden von diesem verschluckt und wandeln sich durch Abscheidung von Zystenmaterial zur Metacercarie. Häufig sind die zweiten Zwischenwirte Fische. Bei diesen können die Parasiten signifikante Verhaltensänderungen auslösen.
Bei der Familie Fasciolidae heften sich die Cercarien an Wasserpflanzen an, wo sie Zysten bilden und so zur Metacercarie werden. Darüber hinaus existieren auch bei weiteren Saugwurm-Familien Ausnahmen, was den zweiten Zwischenwirt angeht. Die Metacercarien gelangen über die Nahrung in den Endwirt, Säugetiere oder Vögel. Die Umhüllung der Zyste bricht auf, und die jungen Würmer siedeln sich meist im Verdauungstrakt an, bei einigen Arten aber auch etwa in der Leber, in der Blutbahn oder in der Lunge. Dort erfolgt die Geschlechtsreife und Verpaarung.

## Verbreitung
Saugwürmer treten fast überall in der Welt da auf, wo ihre Wirtstiere gedeihen. Die ausgewachsenen Würmer parasitieren in vielen Wirbeltierarten. Alle Saugwurmarten sind streng wirtsspezifisch für den ersten Zwischenwirt (immer eine Schnecke) – für den Endwirt (ein Wirbeltier) besteht dagegen keine prägnante Wirtsspezifität. Der Große Leberegel (Fasciola hepatica) z. B. parasitiert aufgrund der Fressgewohnheiten der Endwirte hauptsächlich bei Rindern und Schafen, kann aber ohne weiteres auch bei Menschen parasitieren.

## Saugwürmer als Krankheitserreger
Der Große Leberegel ist ein Endoparasit, der u. a. bei Schafen, Ziegen und Rindern in den Gallengängen parasitiert und Ödeme und Schädigungen des Lebergewebes auslöst. Bei Rindern heilt die Infektion relativ folgenarm aus, bei Schafen und Ziegen dagegen verläuft die Infektion mit dem Großen Leberegel ohne veterinärmedizinische Behandlung tödlich. In Europa und Australien kommt es häufig zu Epidemien.
Die als Pärchen- oder Adernegel bekannten Saugwürmer befallen das Blut von Nutztieren und Mensch und verursachen das in tropischen Klimazonen verbreitete, schwere Krankheitsbild der Schistosomiasis bzw. Bilharziose. Die Gattungen Bilharziella, Ornithobilharzia und Trichobilharzia kommen auch in Europa bei Entenvögeln vor und rufen beim Menschen, der allerdings nur als Fehlwirt auftritt, das Krankheitsbild der Zerkariendermatitis hervor.
Neben diesen beiden Beispielen existiert eine Vielzahl weiterer human- und tierpathogener Arten.
In den gemäßigten Klimazonen und damit auch in Europa ist u. a. aufgrund vielfältiger Hygienemaßnahmen die parasitologische Bedeutung der Saugwürmer für den Menschen als eher unbedeutend einzustufen. Bei Wild- und Nutztieren dagegen sind mitunter starke Verwurmungen zu verzeichnen.

## Systematik
- Unterklasse Aspidogastrea
  -     - Familie Rugogastridae
      - einzige Gattung Rugogaster mit zwei Spezies, die in den Rektaldrüsen von Seekatzen leben

    - Familia Stichocotylidae
      - Gattung Stichocotyle
        - einzige Art Stichocotyle nephropis, die im Darm von Plattenkiemern lebt

    - Familie Multicalycidae
      - einzige Gattung Multicalyx, deren Arten im Darm von Seekatzen und Plattenkiemern leben

    - Familie Aspidogastridae, deren Arten Muscheln, Strahlenflosser und Schildkröten befallen
      - Unterfamilie Rohdellinae
      - Unterfamilie Cotylaspidinae
      - Unterfamilie Aspidogastrinae
- Unterklasse Digenea
  -     - Familie Acanthocollaritrematidae
    - Familie Echinoporidae
    - Familie Gekkonotrematidae
    - Familie Gyliauchenidae
    - Familie Jubilariidae
    - Familie Meristocotylidae
    - Familie Mesotretidae

  - Ordnung Azygiida
  - Ordnung Echinostomida
    - Unterordnung Cyclocoelata
    - Unterordnung Echinostomata
      - Familie: Fasciolidae
        - Gattung: Fasciola
          - Art: Fasciola hepatica (Großer Leberegel)
          - Art: Fasciola gigantica (Riesenleberegel)

    - Unterordnung Paramphistomata

  - Ordnung Opisthorchiida
    - Unterordnung Acanthocolpiata
    - Unterordnung Opisthorchiata
      - Familie: Opisthorchiidae
        - Gattung: Opisthorchis
          - Art: Opisthorchis felineus (Katzenleberegel)

        - Gattung: Clonorchis
          - Art: Clonorchis sinensis (Chinesischer Leberegel)

  - Ordnung Plagiorchiida
    - Unterordnung Allocreadiata
    - Unterordnung Eucotylata
    - Unterordnung Opecoelata
    - Unterordnung Plagiorchiata
    - Unterordnung Troglotremata
    - Unterordnung Zoogonata

  - Ordnung Strigeata
    - Familie: Leucochloridiidae
      - Gattung: Leucochloridium
        - Art: Leucochloridium paradoxum

  - Ordnung Strigeatida
    - Familie Aporocotylidae
    - Familie Bolbocephalodidae
    - Familie Brauninidae
    - Familie Clinostomatidae Luhe, 1901
    - Familie Cyathocotylidae Poche, 1926
    - Familie Diplostomidae Poirier, 1886
    - Familie Neostrigeidae
    - Familie Ophiodiplostomatidae
    - Familie Protrodiplostomatidae Dubois, 1936
    - Familie Sanguinicolidae Graff, 1907
    - Familie Schistosomatidae Poche, 1907
      - Gattung Pärchenegel (Schistosoma)
        - Humanpathogene Arten: Schistosoma mansoni, Schistosoma haematobium, Schistosoma japonicum, Schistosoma intercalatum und andere

    - Familie Spirorchiidae Stunkard, 1921
    - Familie Strigeidae Railliet, 1919